# Rio Alexander
O rio Alexander está localizado na Costa Oeste da Ilha do Sul de Nova Zelândia. Ele corre até chegar ao rio Grey.